# 미나미쓰가루군

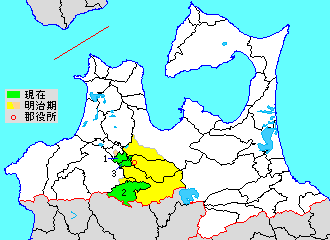
아오모리현 미나미쓰가루군의 위치 (1.후지사키정 2.오와니정 3.이나카다테촌 하늘색:후에 다른 군에서 편입한 구역 연노랑:후에 다른 군에 편입된 구역)

미나미쓰가루군(남쓰가루군)(일본어: 南津軽郡, みなみつがるぐん)은 일본 아오모리현의 군이다.
인구 28,431명, 면적 223.07km², 인구밀도 127명/km².(2025년 3월 1일, 추계인구)
이하 2정 1촌으로 구성된다.
- 후지사키정(藤崎町)
- 오와니정(大鰐町)
- 이나카다테촌(田舎館村)

## 군역
1878년 행정 구역으로 발족할 당시의 군역은 위의 2정 1촌 외에 대체로 아래 구역에 해당한다.
- 구로이시시 전역
- 히라카와시 전역
- 아오모리시의 일부
- 히로사키시의 일부
- 기타쓰가루군 이타야나기정의 일부

## 역사
- 1878년 10월 30일 - 군구정촌 편제법이 아오모리현에서 시행되면서, 쓰가루군 중 구로이시정 외의 1정 178촌 구역으로 헹정 구역으로서의 미나미쓰가루군이 발족.

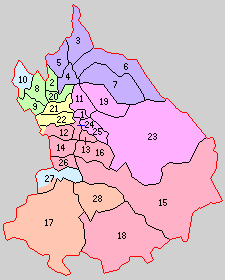
1.구로이시정 2.도미키다테촌 3.오스기촌 4.메가사와촌 5.노자와촌 6.나미오카촌 7.고고촌 8.주니사토촌 9.후지사키촌 10.하타오카촌 11.나카고촌 12.사루가촌 13.가나타촌 14.다이코지촌 15.다케다테촌 16.오자키촌 17.오와니촌 18.이카리가세키촌 19.로쿠고촌 20.도키와촌 21.고덴지촌 22.이나카다테촌 23.야마가타촌 24.오노에촌 25.아세이시촌 26.가시와기마치촌 27.이시카와촌 28.구라다테촌 (보라:아오모리시 분홍:구로이시시 빨강:히라카와시 등색:오와니정 녹색:후지사키정 노랑:이나카다테촌 아래 하늘색:히로사키시 위쪽 하늘색:기타쓰가루군이타야나기정)

- 1889년 4월 1일 - 정촌제 시행으로, 아래의 정촌이 발족.(1정 27촌)
  - 구로이시정(黒石町): 현 구로이시시
  - 도미키다테촌(富木舘村): 현 후지사키정
  - 오스기촌(大杉村): 현 아오모리시
  - 메가사와촌(女鹿沢村): 현 아오모리시, 후지사키정
  - 노자와촌(野沢村): 현 아오모리시, 후지사키정
  - 나미오카촌(浪岡村): 현 아오모리시
  - 고고촌(五郷村): 현 아오모리시
  - 주니사토촌(十二里村): 현 후지사키정
  - 후지사키촌(藤崎村): 현 후지사키정
  - 하타오카촌(畑岡村): 현 후지사키정,  기타쓰가루군 이타야나기정
  - 나카고촌(中郷村): 현 구로이시시
  - 사루가촌(猿賀村): 현 히라카와시, 이나카다테촌
  - 가나타촌(金田村): 현 히라카와시
  - 다이코지촌(大光寺村): 현 히라카와시
  - 다케다테촌(竹館村): 현 히라카와시
  - 오자키촌(尾崎村): 현 히라카와시
  - 오와니촌(大鰐村): 현 오와니정
  - 이카리가세키촌(碇ヶ関村): 현 히라카와시
  - 로쿠고촌(六郷村): 현 구로이시시
  - 도키와촌(常盤村): 현 후지사키정
  - 고덴지촌(光田寺村): 현 이나카다테촌, 후지사키정
  - 이나카다테촌(田舎館村)(현존)
  - 야마가타촌(山形村): 현 구로이시시
  - 오노에촌(尾上村): 현 히라카와시, 구로이시시
  - 아세이시촌(浅瀬石村): 현 구로이시시
  - 가시와기마치촌(柏木町村): 현 히라카와시
  - 이시카와촌(石川村): 현 히로사키시, 현 오와니정
  - 구라다테촌(蔵舘村): 현 오와니정
- 1895년 1월 22일 - 오자키촌의 일부가 다케다테촌에 편입.
- 1901년 7월 1일 - 다케다테촌의 일부가 마치이촌(町居村)으로 분리.(1정 28촌)
- 1923년
  - 4월 1일(3정 26촌)
    - 오와니촌이 정제 시행으로 오와니정(大鰐町)이 됨.
    - 이시카와촌이 정제 시행으로 이시카와정(石川町)이 됨.

  - 5월 20일 - 후지사키촌이 정제 시행으로 후지사키정(藤崎町)이 됨.(4정 25촌)
- 1929년 7월 1일 - 가시와기마치촌이 개칭 후 정제 시행으로 가시와기정(柏木町)이 됨.(5정 24촌)
- 1937년 4월 1일 - 오노에촌·가나타촌이 합병하여, 오노에정(尾上町)이 발족.(6정 22촌)
- 1940년 6월 1일 - 나미오카촌이 정제 시행으로 나미오카정(浪岡町)이 됨.(7정 21촌)
- 1943년 4월 1일 - 다이코지촌이 정제 시행으로 다이코지정(大光寺町)이 됨.(8정 20촌)
- 1951년 12월 1일 - 구라다테촌이 정제 시행으로 구라다테정(蔵舘町)이 됨.(9정 19촌)
- 1954년)
  - 5월 3일 - 도키와촌·도미키다테촌이 합병하여, 새로이 도키와촌이 발족.(9정 18촌)
  - 7월 1일(7정 14촌)
    - 구로이시정·나카고촌·로쿠고촌·야마가타촌·아세이시촌이 합병하여, 구로이시시(黒石市)가 발족, 군에서 이탈.
    - 오와니정·구라다테정이 합병하여, 새로이 오와니정이 발족.

  - 12월 15일 - 나미오카정·노자와촌·메가사와촌·오스기촌·고고촌이 합병하여, 새로이 나미오카정이 발족.(7정 10촌)
- 1955년)
  - 1월 1일 - 오노에정·사루가촌이 합병하여, 새로이 오노에정이 발족.(7정 9촌)
  - 2월 1일 - 후지사키정·주니사토촌이 합병하여, 새로이 후지사키정이 발족.(7정 8촌)
  - 3월 1일 - 가시와기정·다이코지정·오자키촌·다케다테촌·마치이촌이 합병하여, 히라카정(平賀町)이 발족.(6정 5촌)
  - 3월 10일 - 하타오카촌이 기타쓰가루군 이타야나기정·소이카와촌·고아미촌과 합병하여, 새로이 기타쓰가루군 이타야나기정이 발족, 군에서 이탈.(6정 4촌)
  - 4월 1일 - 이나카다테촌·고덴지촌이 합병하여, 새로이 이나카다테촌이 발족.(6정 3촌)
  - 11월 3일 - 이나카다테촌의 일부가 도키와촌에 편입.
- 1956년)
  - 8월 10일
    - 오노에정의 일부가 이나카다테촌에 편입.
    - 후지사키정이 기타쓰가루군 이타야나기정의 일부를 편입.

  - 9월 30일 - 나미오카정이 기타쓰가루군 나나와촌의 일부를 편입.
  - 10월 1일 - 오노에정의 일부가 구로이시시에 편입.
- 1957년 9월 1일 - 이시카와정이 히로사키시에 편입.(5정 3촌)
- 1964년 4월 1일 - 오와니정이 히로사키시의 일부를 편입.
- 2005년
  - 3월 28일 - 후지사키정·도키와촌이 합병하여, 새로이 후지사키정이 발족.(5정 2촌)
  - 4월 1일 - 나미오카정이 아오모리시와 합병하여, 새로이 아오모리시(青森市)가 발족, 군에서 이탈.(4정 2촌)
- 2006년 1월 1일 - 히라카정·오노에정·이카리가세키촌이 합병하여, 히라카와시(平川市)가 발족, 군에서 이탈.(2정 1촌)
- 2007년 9월 1일 - 후지사키정이 아오모리시의 일부를 편입.

## 참고 문헌
- 《가도카와 일본 지명 대사전》 편집위원회, 편집. (1985년 12월 1일). 《가도카와 일본 지명 대사전》. 2 아오모리현. 가도카와 쇼텐. ISBN 4040010205.

## 같이 보기
- 쓰가루군 (리쿠오국)
- 히가시쓰가루군
- 니시쓰가루군
- 기타쓰가루군
- 나카쓰가루군